# 上海市爱国主义教育基地
上海市爱国主义教育基地是由中共上海市委宣传部所积极宣传与发展的一批场馆，主要用于向市民灌输爱国主义思想，场馆被分为3个等级，分别为全国爱国主义教育示范基地、上海市爱国主义教育基地、区县爱国主义教育基地。

## 历史
1991年，中共中央宣传部等部门联合发布《关于充分运用文物进行爱国主义和革命传统教育的通知》，1994年又发布《爱国主义教育实施纲要》，指出各级党委和人民政府应当积极开展爱国主义教育。
2003年首批41家爱国主义教育基地挂牌。截至2015年，上海市境内已有市级爱国主义教育基地119家，区县级180余家。

## 争议事件
2012年位于上海的中国烟草博物馆被授牌成为上海市爱国主义教育基地，引起社会各界的关注，中国控烟协会等组织表达了反对立场，要求撤销爱国主义教育基地称号。而上海市委宣传部相关人士表示该授牌符合规定。